# Kurt Schaefer (Fotograf)
Kurt Schaefer (* 16. September 1922 in Wien-Landstraße; † 24. Mai 2020 in St. Pölten) war ein österreichischer Unterwasser-Filmpionier, Unterwasser-Archäologe, Marinehistoriker und Modellbauer. Zusammen mit Hans Hass entwickelte er verschiedene innovative Unterwasserkameras und eine Unterwasserstation.

## Leben und Werk
1941 legte Schaefer seine Matura in Wien ab. Anschließend wurde Schaefer zum Reichsarbeitsdienst eingezogen, und 1942 zur deutschen Wehrmacht. Als Funker bei der deutschen Luftwaffe war er auf dem italienischen Flughafen Grosseto (Toskana) stationiert, wo sich eine Luftwaffen-Torpedo-Schule befand. Die Aufgaben seiner Einheit umfassten auch Dienste auf einem Flugsicherungsboot, das im Hafen von Porto Santo Stefano bei Orbetello, nördlich von Civitaveccia, lag. Die Marina di Grosseto wurde das erste Tauchrevier von Schaefer, das er während seiner Freiwachen besuchte. Wenn das Meer durch starken Seegang zu trüb war, tauchte er in die Flussmündung des Ombrone.
Hier entwickelte Schaefer, auch inspiriert durch die Bücher von Hans Hass, die Idee, unter Wasser zu fotografieren und zu filmen. Er entwarf ab 1942 erste Konstruktions-Detailskizzen für eine Unterwasserkamera, die ohne eine wasserdichte Hülle auskam. Dieses Verfahren war neu, denn bislang ging man den Weg, handelsübliche Kameras in wasserdichte Gehäuse einzulegen. Dies hat bedeutende Nachteile, denn neben der Unförmigkeit des Gerätes konnten auch nur wenige Kamera-Einstellungen von außen bedient werden, so dass diese Kameras nur für wenige Einsatzfälle geeignet waren.
Schaefer konstruierte und fertigte 1943 selbst ein Aluminium-Gehäuse mit wasserdichten Durchführungen und ersetzte damit das handelsübliche Kunststoffgehäuse einer Kodak-Filmkamera. Dadurch konnte die Kamera, ohne erst umständlich in eine Hülle eingeschraubt zu werden, sowohl in der Luft als auch im Wasser verwendet werden. Der große Vorteil lag darin, dass die Kamera erstens auf ein Minimum von Größe beschränkt bleibt und zweitens kann mit einigen Handgriffen die Kamera geöffnet und ein neuer Film eingelegt werden. Bei einer Kamera mit Hülle waren dazu erst umfangreiche Montagearbeiten erforderlich.
Obwohl kriegsbedingt mit dieser Kamera kein brauchbarer Unterwasserfilm mehr gemacht werden konnte, gilt Schaefers Konstruktion von 1943 als die erste, moderne Unterwasser-Filmkamera. Sie trug die Bezeichnung „M8/1“. Die Abkürzung steht für Marina-System Schaefer („M“), 8-mm-Filmformat („8“), erste Ausführung („/1“).
Im Herbst 1943 berichtete Schaefer Hans Hass in einem Brief von seiner neuen Erfindung und wurde von ihm nach Berlin eingeladen. Aber erst im April 1944 kam es während eines Fronturlaubes von Schaefer zu der persönlichen Begegnung. Hass erkannte das technische Talent von Schaefer und die neuen Möglichkeiten, die sich ergaben. Sie vereinbarten eine Entwicklungspartnerschaft für Unterwasserfoto- und -filmkameras, wobei Schaefer in der Hoffnung, an der nächsten Expedition von Hans Hass teilnehmen zu dürfen, auf ein Honorar verzichtete.
Neben der Weiterentwicklung seiner Kamerakonstruktion schrieb Schaefer 1944 ein Drehbuch für einen Unterwasser-Zeichentrickfilm, den er gemeinsam mit Hans Hass für die Ufa produzieren wollte, und zeichnete die dazugehörigen Figuren. Der Film wurde bis Kriegsende nicht mehr realisiert.
Nach dem Krieg fand Schaefer zunächst auf der ehemaligen Yachtwerft Abeking & Rassmusen in Gmunden am Traunsee Beschäftigung. 1946 begann er mit dem Architektur-Studium an der Technischen Hochschule in Wien, das er 1954 mit der Diplomprüfung erfolgreich abschließen konnte. Die lange Studiendauer erklärt sich dadurch, dass er in den dazwischen liegenden Jahren weitere innovative Unterwasserfoto- und -filmkameras mit und ohne Hülle für sich und Hans Hass konstruierte (z. B. Unterwasser-Leica und Unterwasser-Siemens), unterseeische Pfahlbauforschungen in österreichischen Alpenseen durchführte (Attersee, Mondsee, Keutschachersee, 1949–1951) und sie in einem Film dokumentierte (Spuren der Vorzeit, 1951) sowie – nach seiner Trennung von Hans Hass – als Kameramann an einer Expeditionen der Universität Wien unter dem österreichischen Meeresbiologen Rupert Riedl teilnahm („Österreichische Tyrrhenia-Expedition 1952“).
Der Farbfilm Lichter unter Wasser – Wunder des Meeres, der 1952 während der Expedition mit Riedl in unterseeischen Höhlen von Sorrent bis Capri entstand, war im Agfa-Color-Verfahren hergestellt und einer der ersten Unterwasser-Farbfilme überhaupt. Zum Ausleuchten der Meereshöhlen hatte Schaefer spezielle Scheinwerfer entwickelt, was ebenfalls ein Novum darstellte. Einige seiner Erfindungen ließ Schaefer patentieren.
Auf mehreren Reisen in der Adria mit seinem Expeditionsboot TERESA II entstanden Schaefers Unterwasserfilme Der blaue Garten und Landratten, Seewind und kleine Fische. In der Wiener Urania zeigte Schaefer neben seinen Filmen mit großem Erfolg nie zuvor gezeigte 6×6-Unterwasserfotos im Maßstab 1:2 und 1:1. In den 1960er-Jahren wurden die Kameras von Kurt Schaefer mehrmals bei der Suche nach Nazi-Schätzen im Toplitzsee und deren filmische Dokumentation eingesetzt.
In den Nachkriegsjahren hat Schaefer seine wasserdichte 8-mm-Filmkamera weiterentwickelt und mit Erfolg getestet. Er verlegte sich dann auf das 16-mm-Format, das für professionelle Kinofilme besser geeignet war. Mit der zunehmenden Schar der Sporttaucher wurde Schaefers 8-mm-Kamera für das Amateurtauchen wieder interessant. 1966 wies er deshalb den österreichischen Kamerahersteller Eumig auf seine hüllenlose 8-mm-Unterwasser-Filmkamera hin. Bislang gab es noch nichts Vergleichbares auf dem Markt; die Kameras waren nach wie vor mit wasserdichten Zusatz-Hüllen verkleidet. Ohne die Vorarbeiten von Schaefer zu würdigen oder eine Lizenznahme mit ihm abzuschließen, brachte das Traditionsunternehmen Eumig 1979 eine wasserdichte Filmkamera für Super-8 unter dem Produktnamen „Eumig Nautica“ als Weltneuheit heraus. Zu einer juristischen Klärung des Anspruchs von Schaefer kam es nicht mehr, weil Eumig 1982 Konkurs anmeldete.
Auch außerhalb des Unterwasserfilms entwickelte Schaefer submarine Konstruktionen: Als Architekt im Konstruktionsbüro des österreichischen Stararchitekten Karl Schwanzer entwarf Schaefer 1978 im Rahmen eines Projektes von Hans Hass eine Unterwasserstation für die südspanische Küste bei Almeria. Sie wurde nicht realisiert.
Nach Beendigung seiner beruflichen Tätigkeit schloss Schaefer Ende 1983 seine schon vorher begonnene Dissertation über historischen Holzschiffbau an der Donau an der Technischen Hochschule Wien zum Dr. techn. mit Auszeichnung ab.
Die weiteren Arbeitsgebiete von Schaefer umfassten mehrere Publikationen in Fachzeitschriften, Schriftenreihen für Museen, Mitarbeit an Ausstellungskatalogen, Ausstellungen, Museumsgestaltung, wissenschaftlicher Modellbau, Schiffsrekonstruktionen und Ergänzung der bisherigen Forschungen.
Die meisten Unterwasserkameramodelle und Prototypen von Schaefer befinden sich heute, zusammen mit den Unterwasserkameras von Hans Hass, im Aquazoo – Löbbecke Museum in einer Dauerausstellung.

## Auszeichnungen
Die intensive Modellbauarbeit für das Schifffahrtsmuseum Spitz/Donau brachte Schaefer mit seinem Modell der Donaufregatte THERESIA eine der größten Auszeichnungen in London: „The Maze Challenge Cup“ und die Goldmedaille (Dezember 2000).
Am 16. Dezember 2004 wurde Schaefer als Anerkennung seiner Verdienste der Berufstitel „Professor“ durch die österreichische Bildungsministerin Elisabeth Gehrer verliehen.
2012 erhielt Schaefer das Silberne Ehrenzeichen für Verdienste um das Bundesland Niederösterreich.
2017 wurde er in die International Scuba Diving Hall of Fame (ISDHF) aufgenommen.

## Bücher (Auswahl)
- Nassern, Tschaiken, Canonierbarquen. Wien, 2008
- Historische Schiffe in Wien. Wien, 2002
- Architectura navalis Danubiana. Wien, 1986
- Pingino. Ein Polarmärchen. Wien, 1951